# ギィ・キャベ
ギィ・キャベ（Guy Cabay、1950年10月2日 - ）は、ベルギーのジャズ・ミュージシャン、作曲家、ヴィブラフォン奏者、歌手。ブラジル音楽の影響を受けた、地元のワロン語の歌詞による作品で知られる。
ポルール（Polleur）生まれ。リエージュ大学でアンリ・プッスールに学んだ。1978年の単独名義でのデビュー作『ぜんぶまちがい（Tot-a-fèt rote cou d'zeùr cou-d'zos）』で、ワロン語の歌詞によるボサノヴァ作品を発表した。
1981年、自身のジャズ・バンド「Lemon Air」を結成。

## ディスコグラフィ
出典 : 

### アルバム
- 『ぜんぶまちがい』 - Tot-A-Fêt Rote Cou-D'zeur Cou-D'zos (1978年、MD/MD 2207)
- 『お天気、時間と…、僕』 - Li Tins, lès-ôtes èt on pô d'mi (1979年、MD/MD 0047)
- Miroirs d'ailleurs (1982年、MD/MD 87)
- In The Gardens Of Silence (1984年、MD/MD 0109)
- Balzin Rèyes (1986年、AA Music/AALP3600)
- Vibes (1987年、B.Sharp Records/1006)
- Lemon Air (1989年、B.SHARP Records/CDS 072)
- The Ghost of McCoy's Castle (1995年、B.Sharp Records/101)
- Fasol Fado (1995年、Igloo/IGL 114) ※with Fabian Fiorini
- The Bièsse Tof (1999年、Amon Laca)[3]
- On The Jazz Side Of My Street (2005年、Igloo/IGL 181)[4]

### シングル
- "Bossa Colas" (1983年、MD/MD0097)